# مجموعة السبع + مجموعة الدول الهشة
وداعاً للصراع، مرحباً بالتنمية، يعد تأسيس مجموعة السبع + مجموعة الدول الهشة في 2010 تطورًا حميدًا، فقد تأسس وفق مبدأ البعد عن الصراعات نحو التقدم والازدهار. وهي منظمة دولية تطوعية تهدف إلى التقريب بين الدول التي تشهد صراعًا دائراً أو لا زالت في خضم هكذا ضعف وصراع. وتضم المجموعة 20 عضوًا من آسيا والمحيط الهادئ وأفريقيا ومنطقة البحر الكاريبي وتضم هذه على الدول مجتمعة أكثر من 260 مليون نسمة.

## الغرض التنظيمي من مجموعة السبع + مجموعة الدول الهشة
1. تيسير تبادل الدروس المُستخلصة والممارسات الجيدة الهادفة لبناء السلم وبناء الدولة لتحقيق الأهداف المشتركة فيما يخُص الاستقرار، الأمان، الإدارة الجيدة وتعزيز روح التعاون بين الدول الأعضاء.
2. الدعوة لإجراء تحسينات في سياسة إدارة المعونة والمساهمات الدولية الأخرى بين دولها الأعضاء. وقد استندت هذه الدعوات إلى مبادئ المساهمة الفاعلة في التقدم الموجه للدول التي تمر بأوضاع هشة.
3. التشجيع والدعوة إلى أن تقود الدولة بناء السلم والمؤسسات كمبدأ أساسي لأي إطار عمل تقدمي.
4. تشجيع إنشاء مؤسسات فاعلة من خلال مساعدة الأعضاء في تطوير كل من المجالات السياسية، الإدارة العامة، المصادر الطبيعية، الاقتصاد والموارد المالية.

## خلفية المجموعة
تمخض عن مجموعة السبع+ مجموعة الدول الهشة لأول مرة في المنتدى رفيع المستوى الثالث حول فاعلية المساعدات في أكرا، غانا 2008، عقد اجتماع ثانوي لممثلي دول تخوض أوضاعًا هشة لمناقشة كيفية عمل تعاون مثمر لأجل النهوض بهذه البلدان. وعقد التجمع بشكل رسمي لأول مرة في الحوار الدولي الأول من أجل بناء السلام وبناء الدولة في ديلي، تيمور الشرقية، أبريل 2010.
ونتج عن التجمع الدولي الموسع لبناء السلام والدولة إعلان ديلي الذي أقر بالمجموعة وتبنى عددًا من توصياتها. وتوسعت المجموعة من وقتها لضم 20 من الدول الأعضاء: أفغانستان، بروناي، جمهورية أفريقيا الوسطى، تشاد، جزر القمر، كوت ديفوار، جمهورية الكونغو الديمقراطية، غينيا، غينيا بيساو، هايتي، ليبيريا، بابوا غينيا الجديدة، ساو تومي وبرينسيبي، سيراليون، الصومال، جزر سليمان، جنوب السودان، تيمور الشرقية، توغو، واليمن.

## الهيئة الإدارية
كان المنتدى الوزاري هو القرار الأبرز في تشكيل هيكلية المجموعة ويقام هذا المنتدى كل سنة في إحدى الدول الأعضاء. وكل دولة عضو يجري تمثيلها بوزير. تُصاغ القرارات بعد المشاورة بين الدول الأعضاء. يصدق الوزراء على أولويات إستراتيجية وخطة عمل سنوية بما يتوافق مع هذه الاستشارات. يترأس التجمع أحد الوزراء ويكون اختياره بعد توافق بين الدول الأعضاء إذ يتولى المنصب لمدة سنتين. يشغل المقعد الحالي وزير المالية والتنمية لدولة سيراليون الدكتور مومودو لامين كاربو. وتعمل أمانة مجموعة السبع+ مجموعة الدول الهشة كهيئة تنفيذية تسهل تطبيق الخطط الاستراتيجية بما يضمن التعاون بين دولها الأعضاء. تعقد الأمانة بشكل دائم في وزارة المالية لجمهورية تيمور الشرقية في ديلي. بينما تعقد الاستشارات على الصعيد التقني بشكل دوري وعلى أساس الحاجة ضمن نقاط رئيسية خاصة بالدولة، حيث يكون كبار المسؤولين من جميع الدول الأعضاء.

## بناء السلم وبناء الدولة
تعاني الدول التي تواجه أزمات حادة، أو التي خرجت مؤخرًا من حرب أو صراع أو كارثة طبيعية صعابًا في تحقيق التقدم الاقتصادي والاجتماعي. في حين وجد التقرير العالمي للتطور (البنك الدولي2011) أنه بالكاد تحقق هذه الدول أي هدف من الأهداف الإنمائية الألفية. حسب التقرير، يُعد أحد الأسباب الكامنة خلف تأخر تحقيق هذه المكاسب النقص في السلم والمؤسسات الرصينة. تشارك مجموعة السبع + مجموعة الدول الهشة هذه التحديات وعلى إثرها اعتبرت السلام المستدام، والمؤسسات الرصينة بادرة أولى للنمو الاقتصادي والاجتماعي. بالإضافة لهذا، واجهت مجموعة السبع + مجموعة الدول الهشة تحديات مشابهة في إدراك المبادئ المتعلقة بفعالية المعونة طبقًا للدراسة الاستقصائية لرصد إعلان باريس 2008. وعلى هذا الأساس، تعتقد الدول الأعضاء بأن على الدول إعطاء أولوية بناء السلام وبناء الدولة لتوفير الأساسات التي تمكنها من المضي قدمًا نحو الاستقرار والقدرة على التكيف.

## الاتفاقية الجديدة للمساهمة في الدول ذات الوضع الهش
خلال محفل الحوار الدولي الذي تمحور حول بناء السلم وبناء الدولة والذي جمع بين مجموعة السبع + مجموعة الدول الهشة والجهات المانحة. جرى التداول والموافقة على مجموعة من المبادئ للانخراط والمساهمة في الأوضاع الهشة. جرى تضمين هذه المبادئ في إطار عمل سمي بالاتفاقية الجديدة للمشاركة في الأوضاع الهشة للدول وجرى الإقرار بهذه المبادئ في نوفمبر 2011 خلال المؤتمر رفيع المستوى الذي عقد في بوسان، كوريا عن فاعلية المعونة والذي حضرته أكثر من 40 دولة ومنظمة عالمية تُعنى بهذا الشأن.
تدعو الاتفاقية الجديدة إلى أن تقود البلدانُ أهداف بناء الدولة والسلم وأن تُعطى الأولوية دوليًا عن طريق الحكومة وشركاء التقدم.
أهداف بناء السلم وبناء الدولة:
1. تعزيز سياسات شاملة لإصلاح النزاعات وحلّها
2. تحقيق الأمن لكافة الأشخاص
3. إمكانية الاحتكام إلى القضاء
4. أساسات اقتصادية من خلال العمالة المستدامة
5. بناء قدرات استيعابية لإنتاج وإيصال الإيرادات والخدمات

تهدف الاتفاقية الجديدة لضمان المساءلة المتبادلة بين الحكومات، المجتمع المدني، الجهات المانحة، وبقية الفاعلين الدوليين. وتهدف إلى تشخيص جذر الأسباب المؤدية للصراعات والضعف داعية لخلق منهاج تقوده الدولة لأجل شراكات تطويرية تماشيًا مع مبدأ فعالية المعونة. وتسعى أيضًا إلى تحقيق الانسجام بين الجهات المانحة في إطار تعاونهم التقدمي لتجنب المعونة المجزئة من المانحين.
تحاول مجموعة السبع+ مجموعة الدول الهشة تعزيز تطبيق مبادئ الاتفاقية الجديدة في دولها الأعضاء من طريق مشاركة محسنة بين الحكومات، وشركاء التطور، والمجتمع المدني لتحقيق شراكات أفضل نحو السلام والتكيف.
أُجريت دراسة إحصائية منذ إقرار الاتفاقية الجديدة للولوج إلى عملية تطبيقها. وأجرى الحوار العالمي لبناء السلام وبناء الدولة مراجعة منفصلة في أبريل 2016 لتقييم توافق مبادئ الاتفاقية مع الفترة الحالية. وأكدت كلتا الدراستين على أن الاتفاقية الجديدة لا تقصي أحدًا في مسعاها لتحقيق التنمية المستدامة.

## خطة التنمية المستدامة 2030
لعبت مجموعة السبع + مجموعة الدول الهشة دورًا حاسمًا في مفاوضات ناجحة لتضمين هدف التنمية المستدامة حول السلم، العدالة، والمؤسسات الرصينة في هدفها رقم 16 في خطة 2030 والذي جرى تبينه في الجمعية العامة للأمم المتحدة رقم 70 في سبتمبر 2015 في نيويورك.
تسعى المجموعة لدعم تطبيق هدف التنمية المستدامة ومراقبة نتائجه. وأيضًا الاحتفاظ بزخم إعطاء الأولوية لأمن المجتمعات، العدالة، والمؤسسات ذات المسؤولية في خطة 2030. بالإضافة لهذا، تدعو المجموعة لإعطاء اهتمام خاص للدول التي تواجه أوضاعًا هشة في تطبيق الخطة لخصوصية هذه التحديات.
وبهذا، فإن المجموعة تراقب التقدم في تحقيق التنمية المستدامة حول المجالات الرئيسية المعروفة للأعضاء. تُنشر نتائج المراقبة لاحقًا لبيان الاتجاهات ضمن الدول الأعضاء في أثناء تطبيق خطة 2030. أقرّ الاجتماع الوزاري الرابع لمجموعة السبع+ مجموعة الدول الهشة في 23-24 مارس، 2016 في كابول، أفغانستان بتأييد مجموعة السبع+ مجموعة الدول الهشة لمؤشرات الأهداف الرئيسية للتنمية المستدامة والتي ستجري الموافقة عليها بين الدول الأعضاء.

## التعلم من الأقران وتعاون دولة ذات وضع هش مع دولة ذات وضع هش
التعلم من الأقران هو إحدى الأولويات التي برزت في نوفمبر 2012 في اجتماع مجموعة السبع+ مجموعة الدول الهشة الوزاري في هاييتي وتعد أيضا دعامة أساسية في سبيل التعاون ببين دولة ذات وضع هش مع دولة ذات وضع هش والذي عرف لاحقًا بمبدأ تعاون بلد ذي وضع صعب مع بلد آخر ذي وضع صعب. حشد هذا المبدأ التعاون بين الدول الأعضاء من خلال تطوير شبكة لمشاركة المعلومات والخبرات فيما بينهم، وتطبيق مهارات المجموعة للتحديات المحددة التي تواجها كل دولة على حدة.
في جو من تشاطر المعلومات في عامي 2013 و 2014، نفذت مجموعة السبع+ مجموعة الدول الهشة بحث ومشروع تعلم مشترك حول إدارة المصادر الطبيعية، مؤدية إلى نشر كتيب معنون «المصادر الطبيعية في دول مجموعة السبع+ مجموعة الدول الهشة». إضافة لذلك نشرت الأمانة العامة المجموعة في عام 2016 تقريرًا يدعى «أدوات المعونة من أجل بناء السلم وبناء الدولة: وضع الاتفاق الجديد حيز التنفيذ». حيث جرت دراسة حالات مختلفة لدول مجموعة السبع+ مجموعة الدول الهشة مسلطة الضوء على الأمثلة الجيدة لتطبيق مبادئ الاتفاقية الجديدة في استعمال وسائل توزيع المعونة.
وفي جو من التضامن وتحت مبدأ تعاون دولة ذات وضع صعب مع دولة ذات وضع صعب فمجموعة السبع+ مجموعة الدول الهشة أيضًا تساعد على تحقيق الأمن والقدرة على التكيف بين الدول. ويجري هذا من خلال إطلاق شخصيات بارزة ومسؤولين كبار في مهمات من الدول الأعضاء إلى الدولة التي تواجه تحديات. علاوة على ذلك، فالمجموعة تساعد في حشد الدعم العالمي للدولة التي تعاني من المتاعب. تعزز المجموعة أيضًا التعاون بين الدول الأعضاء. وعلى سبيل المثال، ساعدت حكومة تيمور الشرقية غينيا بيساو وجمهورية أفريقيا الوسطى في عملياتهما الانتخابية في عامي 2014 و 2015، وساعدت ليبيريا غينيا وسيراليون في مكافحتهم فيروس إيبولا.

## الدعوة إلى تغيير السياسة العامة
تهدف مجموعة السبع+ مجموعة الدول الهشة إلى الدفع على صعيد عالمي نحو سياسات أفضل في المساهمة العالمية في الدول المتأثرة بالصراعات والضعف. بالإضافة لنجاحها بتضمين دعوتها للهدف رقم 16 حول التنمية المستدامة في خطة 2030. واستطاعت مجموعة السبع + مجموعة الدول الهشة تحفيز -في تخصيص المنح (IDA17) و (IDA18)- عمليات الجهات المانحة كجولات البنك العالمي. وتُعد دعوة مجموعة السبع + مجموعة الدول الهشة مبنية على مبادئ الاتفاقية الجديدة للانخراط في الحالات الصعبة كتولي السلطات الوطنية زمام الأمور واستعمال أنظمة الدولة والسياسات المرنة الحساسة للسياق والمعونة القابلة للتنبؤ. تمارس الدعوة من خلال بحوث منشورة، بيانات مواقف عامة، ومحادثات رسمية وغير رسمية منتظمة مع شركاء أساسيين للتنمية الدولية خلال الحوار العالمي لبناء الدولة وبناء السلم ومنتديات أخرى. هذا وقد بينت المراجعة المستقلة للاتفاقية الجديدة في 2006 أن المجموعة «أصبحت دائرة ذات تأثير متزايد على الصعيد العالمي» هيرن 2016.

## وصلات خارجية
- G7+ official website